# Gosoku Ryu
Gosoku-ryu (em japonês:  剛速流, Gosoku-ryū) é um estilo de caratê, que na década de 1950 foi criado pelo grande mestre Soke Kubota com a premissa de harmonizar as técnicas robustas, lineares e ligeiras do estilo Shotokan-ryu inserindo as técnicas mais suaves e circulares do estilo Goju-ryu. Sua denominação quer dizer que se trata de uma escola cujos golpes pretendem ser «rígidos e céleres».

## História
O jovem Soke Kubota desde cedo teve contacto com diversas artes marciais. Depois de muito estudo e com o escopo de prover uma forma mais versátil e didáctica de ensinar o caratê, levando em contra principalmente o aprendizado de jovens e crianças, criou uma entidade — em inglês:   International Karate Association −, para dar suporte a seu empreendimento. Assim nasceu o estilo Gosoku Ryu, ou escola dura e rápida, em 1953.
Por outro lado, a associação criada (e responsável pelo estilo), conforme designação do criador (que é reconhecido mundialmente como experto no estilo Shotokan), promove o caratê como uma arte marcial única, sem fazer distinções ou classificar um estilo como melhor ou pior do que outro. O grande mestre Soke Kubota, seguindo o exemplo de outras grandes mestres, como Gichin Funakoshi e Kenwa Mabuni, ao ser interpelado sobre qual escola (ryu) é melhor, responde: «Caratê é caratê»!Em 1964, a sé da entidade é implantada nos Estados Unidos
Em 1989, grande mestre Kubota recebeu o título de Soke, isto é, aquele que cria uma nova e original escola, sendo esta reconhecida internacionalmente.

## Características
O nome do estilo é formado pelos kanji go/tsuyoshi (剛, duro) soku/haya (速, rápido) e ryū (流, fluxo/escola/estilo).